# Soul and Body
Soul and Body is een anoniem gedicht in het Oudengels. Het stamt uit de 10e eeuw. Er bestaan twee versies van het gedicht, die ter onderscheiding Soul and Body I en Soul and Body II worden genoemd. Er bestaan enkele verschillen tussen de twee versies, maar de grote overeenkomsten wijzen erop dat beide gebaseerd zijn op dezelfde bron. Soul and Body I maakt deel uit van de 10e-eeuwse verzameling manuscripten in het Vercelli Book, en is het langste van de twee gedichten. De andere versie maakt deel uit van het Exeter Book.
'Soul and Body' herinnert de mens eraan dat zijn leven op aarde eindig is en dat ziel en lichaam van elkaar gescheiden zullen worden. Daarna zal het lichaam tot stof vergaan, maar de ziel zal voortleven, in grote glorie of in grote pijn, al naargelang het leven dat de persoon geleid heeft. 
Het gedicht beschrijft vervolgens dat de ziel elke week een nacht lang het stoffelijk overschot moet bezoeken. De ziel maakt het menselijk overblijfsel verwijten, omdat hij geen goed leven heeft geleid en vooral aan zijn lichamelijke genoegens heeft gedacht, waardoor de ziel nu zwaar te lijden heeft. Op de Dag des oordeels zullen lichaam en ziel herenigd worden en verantwoording moeten afleggen en gezamenlijk de bestraffing moeten ondergaan.
Dit is waar versie II eindigt. 
Versie I gaat verder met de woorden van een ziel die dankbaar is voor wat het lichaam hem tijdens hun gezamenlijk bestaan heeft geschonken. Hij spreekt woorden van troost tot het lichaam waar hij voorheen in woonde en ziet uit naar de hereniging in glorie.